# Militärflugplatz at-Tabqa

i7
i11
i13
Der Militärflugplatz at-Tabqa ist ein Stützpunkt der syrischen Luftwaffe etwa fünf Kilometer südlich der Stadt al Tabqa (oder ath-Thaura).
Im Jahr 2014 kam es im Verlauf des Syrischen Bürgerkriegs zu Kämpfen um den Stützpunkt, den Einheiten des Islamischen Staates (IS) in mehreren Angriffswellen zu erobern versuchten. Am 23. August 2014 bezeichnete der Kommandant den Flughafen laut den Meldungen von staatlicher syrischer Seite als sicher. Am 25. August 2014 wurde bekannt, dass der Flughafen durch Milizen des IS eingenommen worden sei; gesprochen wurde von mehreren hundert Toten bei den Kämpfen. Während der ar-Raqqa-Offensive 2016 wurde der Militärflughafen von den Demokratischen Kräften Syriens (DKS) zurückerobert.
Infolge der Türkischen Militäroffensive in Nordsyrien 2019 wurde der Militärflugplatz von der Syrischen Armee übernommen.